# Havebyen Station
Havebyen Station var et trinbræt på Odderbanen i Tranbjerg. Det blev nedlagt i 2008, da Nørrevænget Station åbnede.
56°5′37.7″N 10°8′37″Ø / 56.093806°N 10.14361°Ø
|  | Denne artikel om stationen Havebyen Station kan blive bedre, hvis der indsættes et (bedre) billede. Du kan hjælpe ved at afsøge Wikimedia Commons for et passende billede eller uploade et godt billede til Wikimedia Commons iht. de tilladte licenser og indsætte det i artiklen. |